# London Bridge Studio
London Bridge Studio es un estudio de grabación ubicado en Seattle donde han grabado multitud de bandas y artistas desde 1985. Fue fundado por los hermanos Rick Parashar y Raj Parashar y comenzó a ganarse un nombre después de la grabación en 1991 del álbum debut de Pearl Jam, Ten.

## Álbumes y artistas
| - Demo #1 - Alice N' Chains (1987) - Eternal Daze – Escapade (1987) - Mother Love Bone - Shine EP - Soundgarden – Louder Than Love (1989) - Mother Love Bone – Apple (1990) - Alice in Chains – Facelift (1990) - Temple of the Dog – Temple of the Dog (1991) - Pearl Jam – Ten (1991) - Alice in Chains – Sap (1992) - Blind Melon – Blind Melon (1992) - Alice in Chains – Dirt (1992) - Candlebox – Candlebox (1993) - Hammerbox – Numb (1993) - Alice in Chains – Jar of Flies (1994) - Pride and Glory – Pride & Glory (1994) - Sven Gali (1994) - Redbelly (1994) - Litfiba – Spirito (1994) - Candlebox – Lucy (1995) - Working Class Hero: A Tribute to John Lennon (1995) - Super 8 – Super 8 (1996) - Mollies Revenge - Every Dirty Word (1997) - Unwritten Law – Unwritten Law (1998) - Queensrÿche – Q2K (1999) - U.P.O. – No Pleasantries (2000) | - Nickelback – Silver Side Up (2001) - Stereomud – Perfect Self (2001) - Anyone – Anyone (2001) - Epidemic – Epidemic (2002) - 3 Doors Down – Away from the Sun (2002) - Wolves in the Throne Room - Two Hunters (2007) - 3 Inches of Blood (2007) - Blake Lewis (2007) - Ruth (2007) - MxPx (2007) - OneRepublic (2007) - Anberlin (2007) - Local H (2007) - 10 Years (2008) - Ivoryline (2008) - The Myriad (2008) - Brandi Carlile (2008) - The Moog – Razzmatazz Orfeum (2009) - A Hope Not Forgotten (2010) - The Jane Austen Argument - "Somewhere Under The Rainbow" (2012) |